# Schloss Müllegg

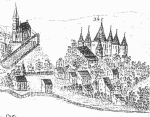
Schloss Müllegg nach einer Radierung von Johann Christian Wirsing am Ende des 18. Jahrhunderts über Salzburg im 16. Jahrhundert

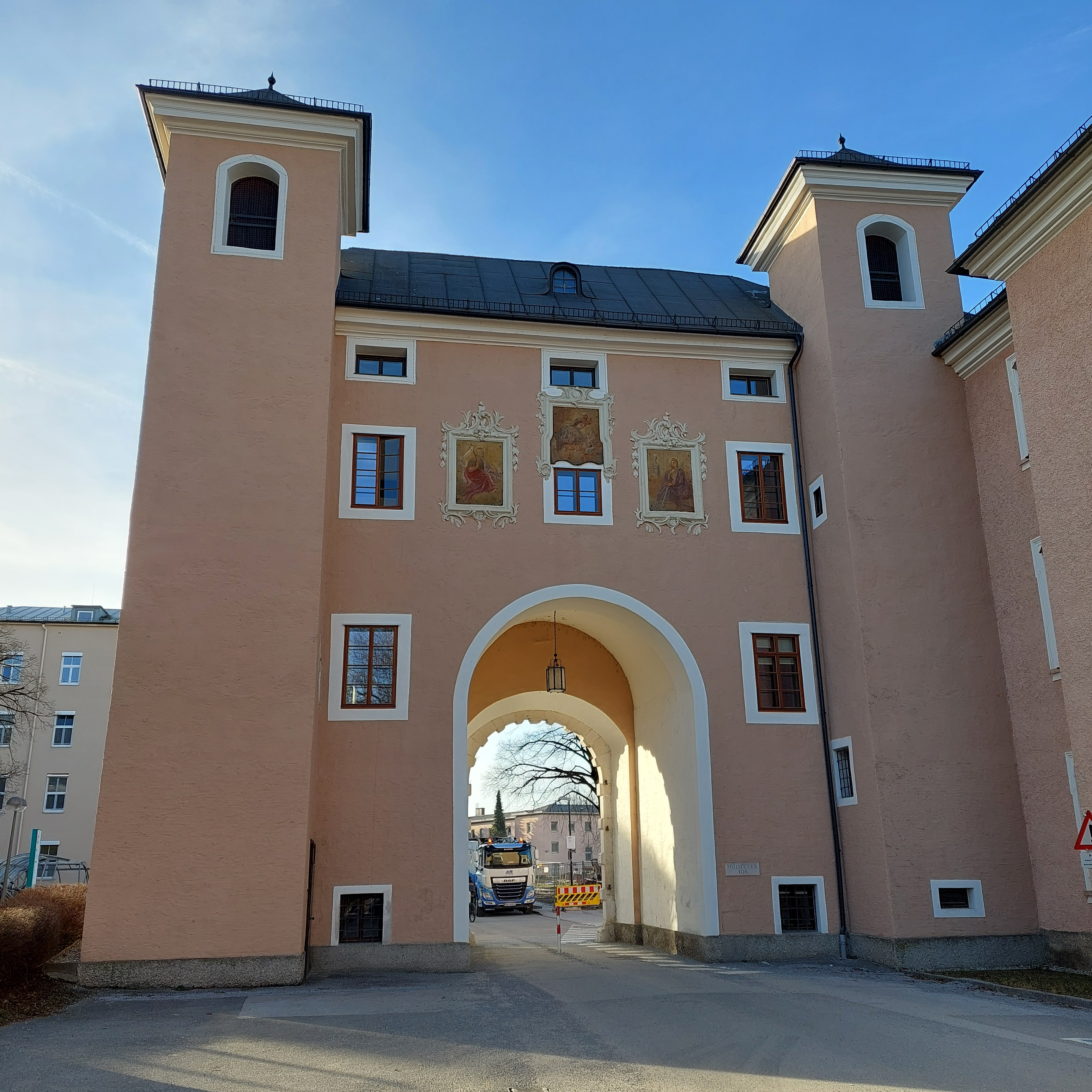
Johannesspital, Müllegger-Tor

Das Schloss Müllegg, nach den Erbauern Grimming auch Grimming-Schloss genannt, war ein seit dem frühen 14. Jahrhundert bis Ende des 17. Jahrhunderts bestehendes Schloss auf dem Gelände des heutigen Landeskrankenhauses in der österreichischen Stadt Salzburg im Stadtteil Mülln. Von dem Bauwerk ist nur noch ein Tor und ein öffentlich nicht zugängliches Brunnenhaus erhalten. Ein frühes Grimmingtor wird bereits um 1380 erwähnt.

## Schloss Müllegg

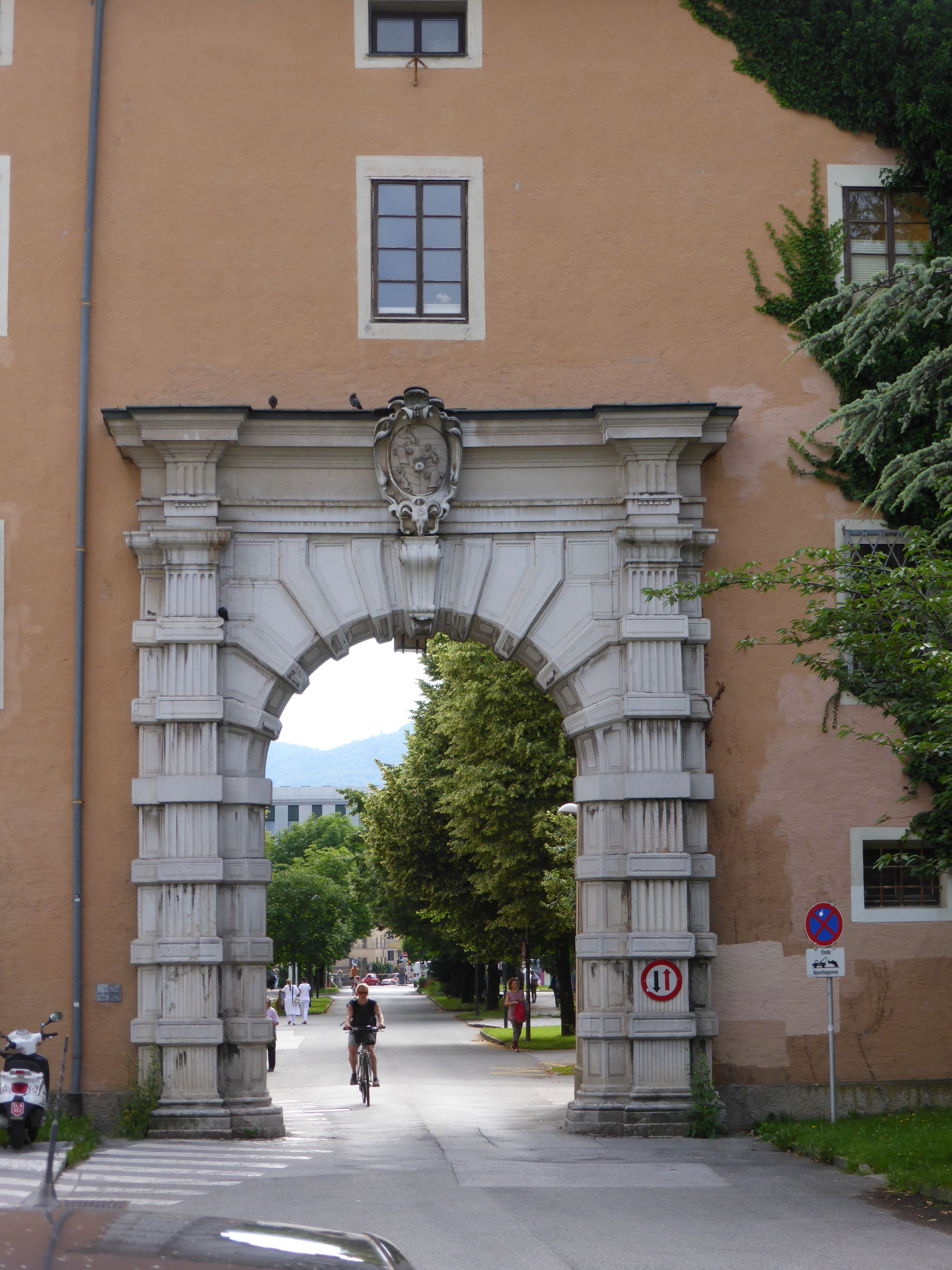
Aus Richtung Reichenhall kommend: Mülleggertor als Einfahrt in die Vorstadt Mülln (1606)

Das Schloss Müllegg war stets im Besitz der Familie Grimming. Wie auf einer Radierung von Johann Christian Wirsing zu sehen ist, war das Schloss im 17. Jahrhundert noch im gotischen Stil gestaltet und hatte einen hohen sowie sechs kleinere, spitze Türme. Von der weit verzweigten Familie Grimming ist überliefert, dass Mitglieder derselben das Gnadenbild Maria Plain nach Salzburg gebracht und im Schloss aufbewahrt hatten, und so zur Entstehung des Wallfahrtsortes Maria Plain beitrugen.
Als der Erzbischof Johann Ernst Graf Thun 1692 das heutige St. Johanns-Spital nach Plänen von Johann Bernhard Fischer von Erlach errichten ließ, wurde das alte Müllegger Schloss  abgerissen. Von dem Schloss ist nur mehr der Torbau inmitten des Spitals erhalten.

## Mülleggertor
Das Mülleggertor (Grimmingtor) wurde bereits um 1380 erwähnt, es war das äußerste Stadttor der Vorstadt Mülln auf der Straße von Salzburg nach Maxglan und weiter nach Reichenhall. Von ihm führte eine Mauer bis zum heute nicht mehr bestehenden Wartelsteintor in der Augustinergasse, das bis Anfang des 19. Jahrhunderts ein weiteres der Salzburger Stadttore war. Erzbischof Wolf Dietrich von Raitenau schlug diese Gegend der Stadt zu und ließ im Jahre 1607 dicht an dem Schloss das Müllegger- oder Grimming-Tor neu erbauen. An dem prächtig gestalteten Renaissancetor ist das Wappen dieses Erzbischofes auch heute noch zu sehen. Die beiden kleinen Türme am Tor stammen aus der Entstehungszeit. Damals waren über dem Torgewölbe zwei Geschoße, die als Getreidekästen dienten. An den Seiten des Tores befand sich eine Wohnung für den Torhüter.

## Brunnenanlage
Um 1800 ist durch einen Unfall, ein Pferdegespann des Walcher-Müllers aus Maxglan war im Gelände der Klinik eingebrochen, ein aufwändig gestaltetes unterirdisches Brunnenhaus entdeckt worden. Sein tief liegendes Becken sammelt Wasser vom Raum des Mönchsberges, das als Grundwasser unter dem Gelände durchströmt; die Sohle der Anlage liegt 4,5 m unter dem Straßenniveau. Nach archäologischen Untersuchungen muss diese Anlage um 1600 entstanden sein und diente der Wasserversorgung von Schloss Müllegg. Es war sicher mit einem Brunnenhaus überbaut, von dem aus man das Wasser vermutlich sowohl mit einem Seil –  mittels einer Ziehvorrichtung – als auch händisch mit Eimern entnehmen konnte, indem man über die Wendeltreppe zum Becken hinabstieg. Die Anlage erinnert u. a. entfernt an den St. Patricksbrunnen in Orvieto.
Der Brunnen ist nicht öffentlich zugänglich.